# Bernouville
Bernouville település Franciaországban, Eure megyében. Lakosainak száma 317 fő (2022. január 1.). Bernouville Bézu-Saint-Éloi, Chauvincourt-Provemont, Dangu, Étrépagny és Neaufles-Saint-Martin községekkel határos.

## Népesség
A település népességének változása:
| Lakosok száma | 234  | 229  | 242  | 330  | 302  | 294  | 303  | 306  | 313  | 317  |
|               | 1968 | 1982 | 1990 | 2006 | 2013 | 2015 | 2017 | 2019 | 2020 | 2022 |